# 呂西安·勒·凱姆
呂西安·馬里·勒·凱姆（法語：Lucien Marie Le Cam，1924年11月18日—2000年4月25日）是一名法國數學家和統計學家。

## 生平
勒·凱姆於1924年11月18日出生於法國克羅茲。他的父母都是農民，無力供他接受高等教育；他13歲時父親去世。1942年從一所天主教學校畢業後，他開始在利摩日的一所神學院學習，但在得知自己不能在那裡學習化學後，他立即放棄了學業。相反，他在一所不教化學但教數學的中學繼續學習。1944年5月，他加入了一個地下組織，隨後躲藏起來，並於隔年11月返回學校，但很快又搬到了巴黎，開始在巴黎大學學習。1945年，他畢業並獲得科學學士學位。
勒·凱姆隨後在一家水力發電公司工作了五年，同時在巴黎大學參加每週一次的統計學研討會。1950年，他應邀到加州大學柏克萊分校任教；同年秋天，他抵達該校，原計劃從公用事業部門離職後在那裡待一年。1951年春天，他遇到了自己未來的妻子路易絲·羅米格（Louise Romig），決定再待一段時間，並被錄取為博士生。他於1952年獲得博士學位，1953年被任命為助理教授，1991年退休後一直在柏克萊工作（除了在蒙特婁工作過一年），直至去世。

## 研究工作
勒·凱姆是1950年至1990年期間發展數理統計抽像一般漸近理論的主要人物。他最著名的成就是提出局部漸近正態性和連續性的一般概念，並發展了統計實驗的度量理論，這在他1986年的巨著《統計決策理論中的漸近方法》中有詳細敘述。勒·凱姆提出比較兩個機率模型的缺陷，勒·凱姆距離就是以他的名字命名的。

## 部分出版
- Le Cam, Lucien. . Springer-Verlag. 1986.
- Le Cam, Lucien; Yang, Grace Lo. . Springer. 2000. ISBN 0-387-95036-2.
- Le Cam, Lucien. . ISI Review. 1990, 58 (2): 153–171. JSTOR 1403464. doi:10.2307/1403464.

## 延伸閱讀
- Lehmann, E. L. . Pollard, David; Torgersen, Erik; Yang, Grace L.  (编). . Springer. 1997: 297–304. doi:10.1007/978-1-4612-1880-7_18.
- Stigler, Stephen M. . Statist. Sci. 2007, 22 (4): 598–620. S2CID 357865. arXiv:0804.2996 . doi:10.1214/07-STS249.
- Yang, Grace L. . Statistical Science. 1999, 14 (2): 223–241. doi:10.1214/ss/1009212249 .

## 外部連結
- In Memory of Lucien Le Cam （页面存档备份，存于）
- Oberwolfach Photo Collection, 1973
- Lucien Le Cam （页面存档备份，存于）, Portraits of Statisticians